# Borna Gojo
Borna Gojo (Split, 27 de febrero de 1998) es un tenista croata. Es parte del equipo de Copa Davis de Croacia.

## Carrera deportiva
Borna Gojo comenzó su carrera deportiva en el tenis en 2018, pero no fue hasta 2019 cuando comenzó a ser un jugador reconocido, después de su participación en las Finales de la Copa Davis 2019, donde Croacia compartió grupo con Rusia y España, enfrentándose a Andrey Rublev y Rafael Nadal, y perdiendo ambos partidos, uno por un dobe 6-3, y otro por un 6-4 y 6-3, respectivamente.
En 2021 volvió a ser parte de Croacia en las Finales de la Copa Davis 2020-21, donde Croacia quedó encuadrada en el grupo D, junto a Australia y Hungría. Gojo fue parte de la eliminatoria contra Australia, venciendo a Alexei Popyrin por 7-6 y 7-5. En cuartos de final, Croacia se enfrentó a Italia, donde Borna Gojo se enfrentó a Lorenzo Sonego, al que derrotó por 7-6, 2-6 y 6-2, convirtiéndose en el héroe de la eliminatoria para Croacia, algo que repitió en semifinales, al vencer a Dušan Lajović por 4-6, 6-3 y 6-2.
En la final de la Davis 2021, Croacia se enfrentó a Rusia. Gojo perdió su partido frente a Andrey Rublev por 6-4 y 7-6, y posteriormente Daniil Medvédev venció a Marin Čilić, dándole la Copa Davis a Rusia, y dejando a Croacia subcampeona.

En 2022 logra jugar su primer Grand Slam de su carrera, al vencer a Gianluca Mager, Facundo Mena y Juan Ignacio Londero en la clasificación de Roland Garros. En primera ronda del torneo parisino vence a Alessandro Giannessi en 5 sets, en segunda ronda cae contra Filip Krajinović en 4 sets.
En octubre de 2022 gana su primer título challenger en Ortisei ante Lukáš Klein.
Es parte del equipo que llega a las semifinales de la Copa Davis 2022. Gojo pierde sus partidos ante Lorenzo Musetti y Elias Ymer, logrando vencer a Sebastián Baez en 3 sets.
Inicia el 2023 disputando la United Cup 2023 junto al equipo que representa a su país. En la fase de grupos logra derrotar a Federico Coria y a Adrian Mannarino, dos jugadores top 100; además junto a Tara Würth vencen a Nadia Podoroska y Tomás Etcheverry en un partido de dobles mixto.
En la siguiente fase, contra Grecia, Gojo vence a Stefanos Sakellaridis y disputa el quinto punto decisivo de dobles mixto con Petra Martić, cayendo contra Stefanos Tsitsipas y Maria Sakkari por 7-6(6) y 6-4. Croacia pierde la serie contra Grecia por 2-3 y es eliminada por diferencia de sets.

## Títulos ATP Challenger (2; 2+0)

### Individuales (2)
| N.º | Fecha                 | Torneo                    | Superficie | Oponente en la final | Resultado   |
| --- | --------------------- | ------------------------- | ---------- | -------------------- | ----------- |
| 1.  | 30 de octubre de 2022 | Challenger de Ortisei     | Dura (i)   | Lukáš Klein          | 7-6(4), 6-3 |
| 2.  | 27 de octubre de 2024 | Challenger de Sioux Falls | Dura (i)   | Colton Smith         | 6-1, 7-5    |